# Chorizopes dicavus
Chorizopes dicavus là một loài nhện trong họ Araneidae.
Loài này thuộc chi Chorizopes. Chorizopes dicavus được miêu tả năm 1990 bởi Chang-Min Yin et al..